# Wandolleckia achatinae
Wandolleckia achatinae är en tvåvingeart som beskrevs av Cook 1897. Wandolleckia achatinae ingår i släktet Wandolleckia och familjen puckelflugor. Inga underarter finns listade i Catalogue of Life.